# Israel Broussard
Isaiah Israel Broussard (Gulfport, 22 agosto 1994) è un attore statunitense.
Ha raggiunto la popolarità grazie al film Bling Ring.

## Biografia
Broussard è nato a Gulfport e cresciuto a Saucier, in Mississippi. Ha avuto piccoli ruoli nei film Il primo amore non si scorda mai e The Chaperone, prima di ottenere il ruolo di Marc Hall in Bling Ring, film prodotto, scritto e diretto da Sofia Coppola, basato su fatti realmente accaduti, cioè veri furti compiuti da un gruppo di ladri adolescenti nelle case di alcune star di Hollywood. Nella pellicola Broussard ha recitato al fianco di Taissa Farmiga, Katie Chang ed Emma Watson. L'attore è stato molto elogiato per l'interpretazione di Marc, personaggio ispirato a Nick Prugo. Il Chicago Tribune lo ha definito "una seria promessa", insieme alla co-star Katie Chang, mentre la recensione di Rolling Stone ha osservato che "Chang e Broussard fanno Rebecca e Marc, la coppia più divertente-spaventosa di fame whore che non vorreste mai incontrare". Alla domanda circa la sua scelta di affidare ruoli principali a "facce nuove" come Broussard e Chang, la regista Sofia Coppola ha dichiarato di aver apprezzato la naturalezza dei due attori. Nel 2015 partecipa al film Jack di cuori.

## Filmografia

### Cinema
- Il primo amore non si scorda mai (Flipped), regia di Rob Reiner (2010)
- The Chaperone - In gita per caso, regia Stephen Herek (2011)
- Bling Ring (The Bling Ring), regia di Sofia Coppola (2013)
- Earth to Echo, regia di Dave Green (2014)
- Jack di cuori (Jack of the Red Hearts), regia di Janet Grillo (2015)
- H8RZ, regia di Derrick Borte (2015)
- Good Kids, regia di Chris McCoy (2016)
- Auguri per la tua morte (Happy Death Day), regia di Christopher Landon (2017)
- Extinction, regia di Ben Young (2018)
- Tutte le volte che ho scritto ti amo (To All the Boys I've Loved Before), regia di Susan Johnson (2018)
- Ancora auguri per la tua morte (Happy Death Day 2U), regia di Christopher Landon (2019)

### Televisione
- Romantically Challenged – serie TV, episodi 1x01-1x04 (2010)
- Sons of Anarchy – serie TV, episodio 6x07 (2013)
- Perfect High, regia di Vanessa Parise – film TV (2015)
- Fear the Walking Dead – serie TV, episodi 2x10-2x13 (2016)
- Into the Dark – serie TV, episodio 1x08 (2019)

### Cortometraggi
- Mad Dog and the Flyboy, regia di Christopher Rausch (2010)
- Claudia Lewis, regia di Bryce Dallas Howard (2013)
- Thanks, regia di Odeya Rush (2016)

## Doppiatori italiani
Nelle versioni in italiano delle opere in cui ha recitato, Israel Broussard è stato doppiato da:
- Gabriele Patriarca in Auguri per la tua morte, Extinction, Ancora auguri per la tua morte
- Federico Viola in Bling Ring
- Niccolò Guidi in Jack di cuori
- Paolo Vivio in Fear the Walking Dead
- Jacopo Calatroni in Tutte le volte che ho scritto ti amo